# Graphania blenheimensis
Graphania blenheimensis är en fjärilsart som beskrevs av Richard William Fereday 1882. Graphania blenheimensis ingår i släktet Graphania och familjen nattflyn. Inga underarter finns listade i Catalogue of Life.